# ギュスターヴ・エミール・ボアソナード
ギュスターヴ・エミール・ボアソナード・ド・フォンタラビー（Gustave Émile Boissonade de Fontarabie、1825年6月7日 - 1910年6月27日）は、フランスの法学者、教育者。近代日本の太政官法制局御用掛、元老院御用掛、外務省事務顧問、国際法顧問、法律取調委員会委員等を歴任。勲一等旭日大綬章受章。明治初期に来日したお雇い外国人の一人。近代日本の国内法の整備に大きな貢献を果たし「日本近代法の父｣と呼ばれている。

## 名称
明治20年代頃はもっぱらボアソナードと発音されたが、ボワソナード、ボワッソナード、ボワソナアドとも表記される。
また1856年までの彼の論文を検索するときにはGustave Butoryに拠らなければならない事に注意が必要である。すなわち、父は貴族の家系であるのに対し、母マリイ・ローズ・アンジェリク・ブウトリイの出自が低かったためか、両者は長期にわたって同居していたものの入籍しておらず、正式に婚姻したのは最晩年になってからである。婚外子は父の家名を名乗れないため、ギュスターヴは準正により嫡出子の地位を獲得するまでその名を名乗っていた。

## 人物
ヴァル＝ド＝マルヌ県ヴァンセンヌ出身。父ジャン・フランソワ・ボアソナードはパリ大学教授で著名な西洋古典学者（ギリシャ語の研究）。普仏戦争ではパリに篭城した。
1873年（明治6年）に、鮫島尚信から依頼を受けて日本人留学生へ法律学を教えるが、これがきっかけとなり、同年にお雇い外国人として日本に赴くこととなった。
司法省明法寮、司法省法学校のほか、東京法学校（現：法政大学）、明治法律学校（現：明治大学）、旧制東京大学でも教壇に立ち、東京法学校では教頭も務めた。これらの学校は日本法学の草分けとなる人材を多く輩出した。行政・外交分野でも大日本帝国政府の顧問として幅広く活躍し、旭日重光章（外国人として最初の叙勲）、勲一等瑞宝章、勲一等旭日大綬章と日本の勲章を三度受章した。

## 来歴

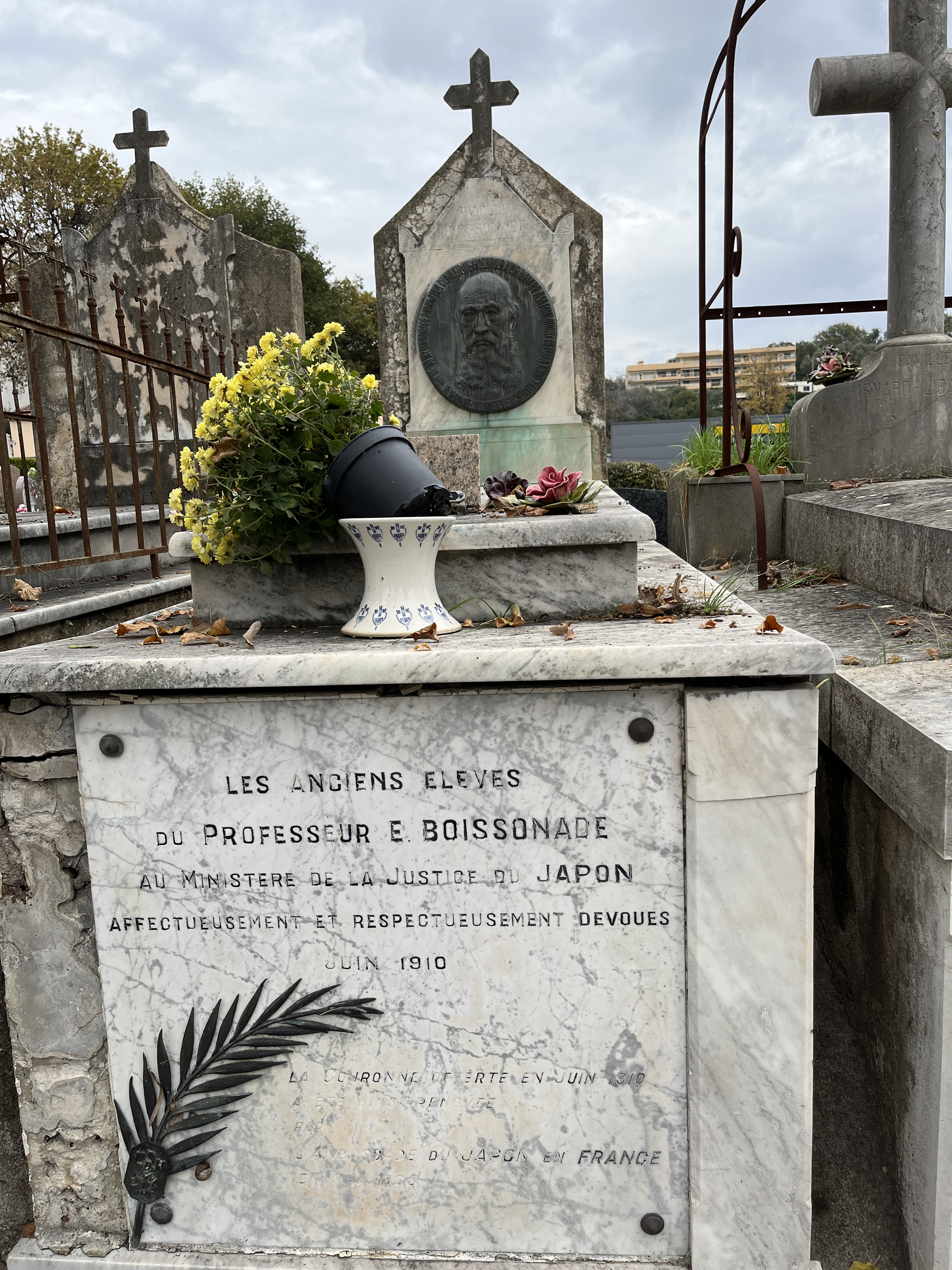
アンティーブにある墓所

- パリ大学卒業・同大学院修了後、同大学院助手を経て
- 1864年 グルノーブル大学（フランス語版）法学部教授。
- 1867年 パリ大学法学部助教授。
- 1873年 パリ大学法学部アグレジェ。
- 1873年 来日。司法省明法寮（翌年、司法省法学校に改組）で教鞭をとる。
- 1876年 勲二等旭日重光章。
- 1880年 『民法草案』の発刊を開始[10]。
- 1883年 東京法学校（現：法政大学）の教頭に就任。
- 1895年 勲一等瑞宝章。帰仏。南仏コート・ダジュールに位置する保養地アンティーブに居を構える。
- 1909年 勲一等旭日大綬章。
- 1910年 当地にて死去。墓地もアンティーブに所在する。

## 日本法の近代化
明治政府の最大の課題は日本の近代化および不平等条約撤廃であり、そのために国法を統一し近代法典を成立させる必要があった。
そこで、日本政府はヨーロッパで評価の高いナポレオン・ボナパルトの諸法典をモデルとすることを決め、有為の人物を捜していたが、ボアソナードがパリの川路利良ら司法省の西欧視察団（8人）に法律の講義をしていたのがきっかけで明治政府により法律顧問として招聘を受けた。彼は当初日本に渡航することに難色を示していたが、パリ大学の教授ポストが当分空かないことなどの事情から日本渡航を決意した。ボアソナードは、来日後、法律顧問に就任し、司法省法学校で10年間フランス法の講義をした。自然法主義者ながらも、単に外国法を丸写しするような法律の起草には反対し、日本の慣習法などを斟酌して近代的な法制との合致を重んじた態度で法典整備を進めるべきだと主張して、時の司法卿大木喬任から信任を得て、日本の国内法の整備にあたる様になった。

### 刑事法の起草
法典の編纂は、まず刑法典と治罪法典（現在の刑事訴訟法）から行われた。江戸時代までは各藩によって法度・刑罰がまちまちで、統一が急務だったからである。明治政府は仮刑律（1868年）、新律綱領（1870年）、改定律例（1873年）と立て続けに刑事法の制定を行ったが、その骨子は中国法を継受したもので、改定律例は西洋刑法思想を取り入れ律的罪刑法定主義ともいわれるほど個別の犯罪要件を明確に規定していたものの近代刑法と呼ぶに及ばなかった。そこでボアソナードにフランスの刑法、治罪法を模範とする法典の起草が命じられた。ただし、ボアソナードは厳罰主義の仏刑法典に批判的だったため、ベルギー、ドイツ、イタリア刑法なども参照され、鶴田皓ら日本人委員の努力もあり、罪刑法定主義を柱とした西洋法理と日本社会の調和が図られた。また草案の翻訳にとどまらず、太政官や元老院の審議で大きな修正が加えられ、旧刑法（明治13年太政官布告第36号）、治罪法（明治13年太政官布告第37号）が成立している（2年後施行）。
明治初期の刑事手続では、江戸時代の制度を受け継いだ拷問による自白強要が行われていたが、これを偶然目にした彼は自然法に反するとして直ぐさま明治政府に拷問廃止を訴えた（1875年）。お雇い外国人の中で拷問廃止を訴えたのはボアソナードだけだったと言われている（村田保などの日本人も主張していたが、正式に拷問が廃止されたのは1879年）。

### 民事法の起草
刑事法の編纂が決着したことから、明治12年（1879年）からボアソナードが民法典の起草に着手した。
明治維新によって封建制が倒れ、全国一律の法が必要になったことから、江戸幕府に引き続き明治政府も早くから民法典の編纂に着手し、箕作麟祥が翻訳したフランス民法典を基礎に民法草案が幾度も作成されたが、司法省内部にフランス民法直輸入の強引な民法編纂に対する反対論が表面化したこともあって司法卿大木喬任は直輸入的な草案を拒絶し、日本の実態に即した民法典の起草をボアソナードに命じた。
ただし家族法（親族法・相続法）の部分は日本の伝統や習慣を基礎にすべきと考えられたため、もっぱら日本人によって起草されている。この点につき、教育者の中にはボアソナードが家族法を含む民法全編の起草者であり、個人主義的な西洋の家族制度を導入しようとしたために反対論が起き、政府によって施行延期されたと主張するものがみられるが、法制史学者はボアソナードが家長権の即時全面廃止に反対し、法律上部分的に認めて将来的な廃止の方向に誘導する方が合理的との立場だったことや、熊野敏三・磯部四郎ら日本人委員による起草に配慮して謙抑的態度だったことを指摘している。また財産法は明治23年4月21日、家族法も10月7日に政府が同年11月29日の帝国議会開設直前に天皇の名をもって公布した正式な法律であるが、政府による仏法系法典公布の事実を否定するものもある。
大木は、民法典の起草にあたって重要な参考資料とするために、全国の慣例や習俗を2度に渡って調査し、『全国民事慣例類集』を編纂している。全国各地の習慣を各土地の長老や有力者から聞き取り調査したものをまとめたもので、幕末から明治期における日本の風俗や習慣を知る上で貴重な史料である。しかし、担当者が明治14年に死去して以降はあまり顧みられなくなったばかりか、これに目を付けたボアソナードにおいても、家族法については確固たる慣習がある反面、財産法は明確な統一的慣習があるとは言えないと結論付けられ、ごく一部を除いて財産法草案には反映されなかったようである。
明治15年頃には、井上馨が主導する条約改正事業の一環としての法典編纂の性格が強くなる。不平等条約撤廃の交渉過程で列強各国が民法をはじめとする近代法典の不在を治外法権の正当化理由としていたからである。井上やその後の大隈重信が推進した妥協的条約改正の方針にボアソナードは一貫して反対しており、自らが教鞭をとる東京法学校（現法政大学）が賛成派だったことから、仏法派内部でも孤立を強いられた。
1886年（明治19年）に大木が内閣を介して財産法草案を元老院へ提出するも、井上外務卿の要請により保留され、新設された外務省法律取調委員会が審理することになった。
1887年（明治20年）10月21日、法律取調委員会は司法省に移管され、山田顕義が委員長に就任。元はボアソナードの強い影響を受けて条約改正のための法典編纂に反対し、慎重論を採っていた山田だったが、伊藤博文の説得を受け別人のように態度を豹変させ強引な法典編纂を強行。外国人起草委員に対する遠慮から、民法商法に問題があることを承知しながらほとんど放置して法典促成を急ぎすぎ、法典論争の原因を作った。なお同年にはボアソナードが明治法律学校（現明治大学）に出講するが、ボアソナードが同校の過激な政治思想を危険視したことから一年限りで取りやめになっている。
ボアソナードはフランス民法典及びイタリア民法典を基礎にしつつもその模倣に満足せず、自説による修正を試みたが独自説の部分はかえって不評であり、江木衷はフランス民法典をそのまま施行した方がまだましと主張（ただし江木は明治29年の修正民法も酷評し、ボアソナードの民法の方がよほど完全だったと主張）。特にフランスの少数説を立法化して賃借権を物権として規定し、所有権者の同意を得ないまた貸しを認めたことは元門下生たちからさえ批判された。結論的には法典断行を支持した梅謙次郎によれば、委員会での妥協的修正の結果、冗談で言うならまだしも、法典が完全だと本気で考える立法関係者は一人もいなかったと証言されている。
起草を始めてから10年の歳月を経た明治23年（1890年）、全1762条からなる民法（明治23年法律第28号及び第98号の旧民法）が公布されたが、民法典論争の結果議会で延期法案が可決され、結局施行されることなく修正民法が公布・施行され、旧民法は廃止された。この結果にボアソナードはひどく落胆し、「日本人民ハ余ヲ見棄テタルモノナリ」と語ったという。もっとも、正式な施行こそされなかったが、旧民法は一時事実上の法源として法曹・法学者に研究・利用された。当時の国家試験の主要科目でさえあったという。また、物権や債権、財産権などの原理原則は現行民法に受け継がれ、全条文のうち少なくとも半分くらいはフランス法の影響があると主張する論者もいる（星野英一など。異論あり該当項目参照）。そのため、現在においてもフランスに留学する民法学者が少なくない。

## 日本法学への貢献

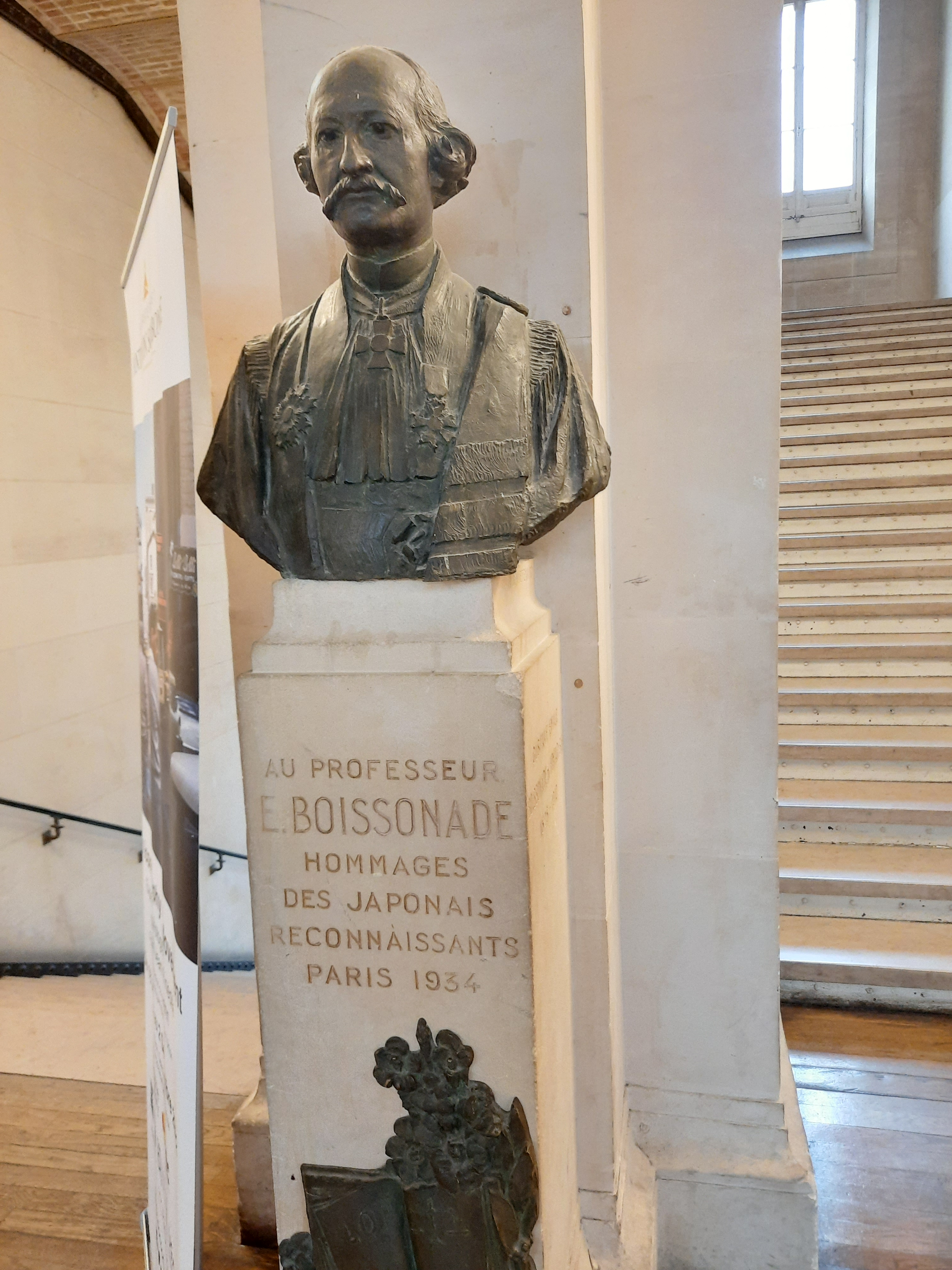
ボアソナードの胸像
(パリ大学法学部)

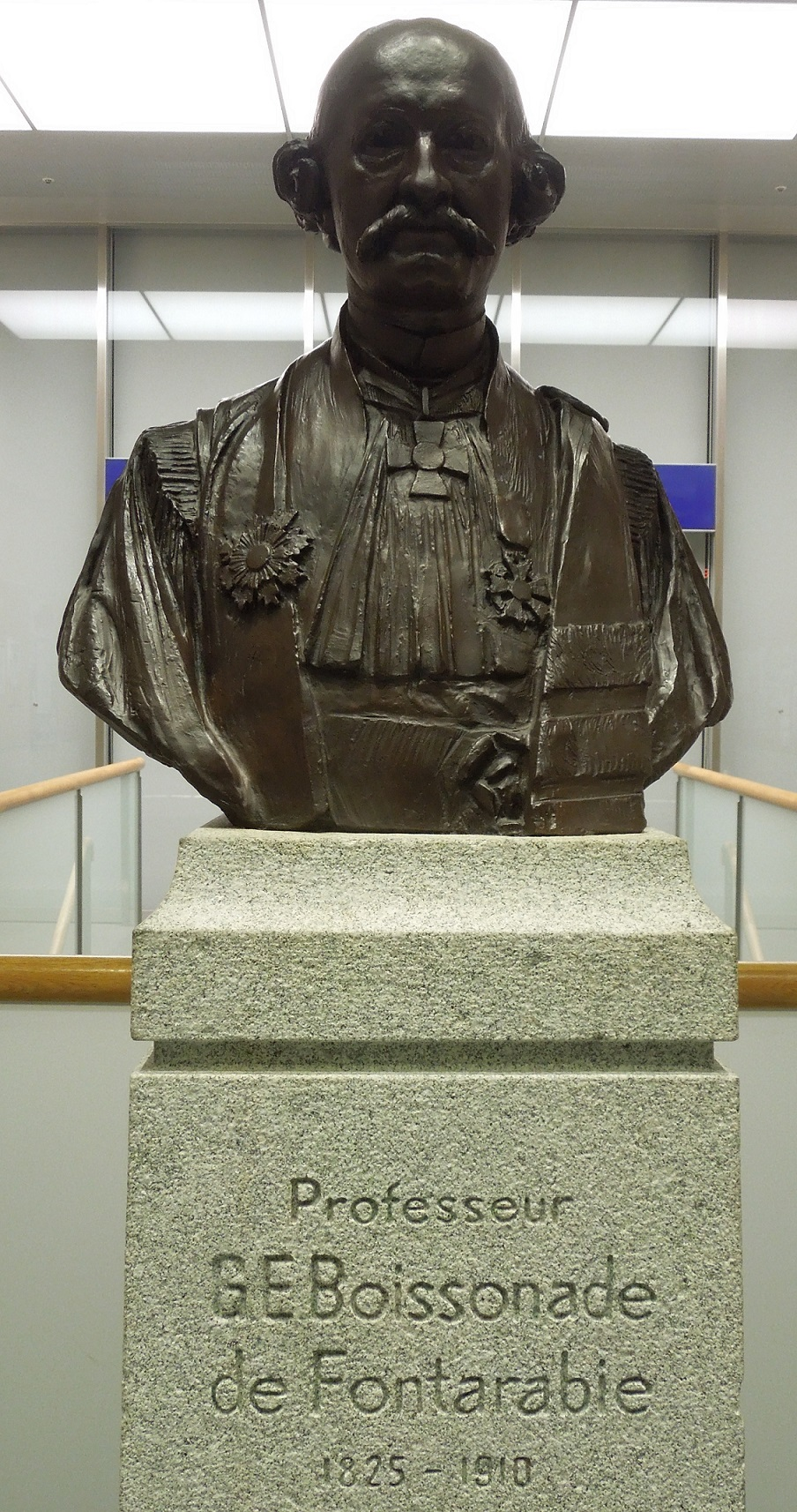
ボアソナードの胸像
(法政大学・ボアソナード・タワー構内)

法学教育にも力を注ぎ、明治法律学校（現明治大学）の創設者岸本辰雄らに多大な影響を与え、弟子の宮城浩蔵は東洋のオルトランと呼ばれた。ちなみにオルトランはボアソナードの師である。司法省法学校で教鞭をとり、1881年5月に法政大学の前身である東京法学校の講師、1883年9月には東京法学校の教頭として着任。10年以上に渡り近代法学士養成と判事・免許代言士（現在の弁護士）養成に尽力し、法大の基礎を築いたため、法政大学の祖とされている。なお熊野敏三・磯部四郎（旧民法家族法起草者）ら司法省法学校一期生に対する商法・家族法の講義は日本滞在歴の長いジョルジュ・ブスケが担当しており、梅謙次郎（明治民法起草者）ら二期生もボアソナードではなくジョルジュ・アペールの担当である。
また、明治法律学校では刑法、治罪法、自然法、相続法の講義を行い（通訳は杉村虎一）、東京大学法学部では旧民法の草案について講義するなど、日本の法学教育に大きく貢献した。
ボアソナードの講義について、加太邦憲は「以って自ずから秩序無く、時には横道に入り、遂には本道への戻り道を失することありて、到底初学の者には了解し難く」と述懐しておりボアソナード流の講義に慣れるまで苦労したともいわれている。また、ボアソナードは講義をするにあたって法律書など一切携行してくることはなく、前日の講義の末尾を学生に尋ねその続きを講義するといった形で講義をしていたと加太は記している。

## 外交への貢献
ボアソナードは、当時国際法にも通ずる数少ない人物であったため、台湾出兵後の北京での交渉に補佐として、日本側代表大久保利通に同行。条約締結の成功に貢献した。これにより瑞宝章を授与。現在も法務省旧本館の資料室で一般公開されている。
明治天皇からも信頼厚く、数多のお雇い外国人の中でも別格の扱いであった。一方で、公平無私を貫き、日本の国益を重視する見地から政府の条約改正に反対したため、井上馨やフランス本国からも恨みを買っている。

## 日中朝三国同盟の献策
1882年（明治15年）夏に李氏朝鮮で壬午事変が起こった際、ボアソナードは外交顧問として軍乱勃発直後より何回も諮問を受けており、同年8月9日付の「朝鮮事件に付井上議官ボアソナード氏問答筆記」では、日本にとって最も恐るべき隣国はロシアであると説き、日本、中国、朝鮮が提携するアジア主義をすすめた。

## 著述
講義録や草案は国立国会図書館に多数残る。
- 『経済学者ラ・フォンテーヌ』野田良之解説、久野桂一郎訳、みすず書房、1979年[48]
- 『仏国民法売買篇講義』堀田正忠訳、薩埵正邦編、博聞社、1883年。[49]
- 『再閲民法草案』、1880年-1890年（旧民法の財産編（物権・人権）と財産取得編の草案）
- 『民法商法の実施延期に関する意見』、1892年。[50]

### 関連文献
- 大久保泰甫、高橋良彰『ボワソナード民法典の編纂』（雄松堂、1999年）ISBN 4841902554
- 『大学教育のイノベーター 法政大学創立者・薩埵正邦と明治日本の産業社会』

法政大学イノベーション・マネジメント研究センター・洞口治夫編（書籍工房早山、2008年）ISBN 978-4886115102
- 大久保泰甫『ボワソナードと国際法-台湾出兵事件の透視図』（岩波書店、2016年）ISBN 978-4000247948
- 池田眞朗『ボワソナードとその民法』（慶應義塾大学出版会、2011年、増補版2021年）
- 池田眞朗『ボワソナード　「日本近代法の父」の殉教』（山川出版社〈日本史リブレット人〉、2022年）